# 白令鸕
白令鸕（Phalacrocorax perspicillatus），又名白令鸕鶿或眼鏡鸕鶿，是已滅絕的鸕鶿，分佈在白令島及科曼多爾群島。阿拉斯加阿姆奇特島的發現卻是誤認了角鸕鶿的遺骸。
2018年在日本發現距今12萬年前的白令鸕化石，表明該物種在史前時代有更廣泛的分布。
白令鸕最初是由喬治·斯特拉於1741年在維他斯·白令的第二次堪察加半島探索中發現。他形容白令鸕是一種體型大及醜陋的鳥類，而且差不多不懂得飛行，不過實際上是很少飛行而非體質上的不能。白令鸕重12-14磅，一隻足以供三人吃用。雖然鸕鶿出名不可口，但斯特拉卻指白令鸕很可口，尤其是以當地原住民的烹飪方法。
除了知道白令鸕是吃魚類外，差不多沒有其他的資料。隨著探索者不斷來捕獵白令鸕作食物及取其羽毛後，牠們的數量大幅的下降。最後發現白令鸕是於1850年的白令島的西北端。

## 外部連結
- 3D view （页面存档备份，存于） of specimen RMNH 107.865 at Naturalis, Leiden (requires QuickTime browser plugin).